# Evolucijska razvojna biologija
Evolucijska razvojna biologija ili evolucijska biologija razvoja (evolucija razvoja ili neslužbeno evo-devo, od engl. evolution of development), polje biologije koje uspoređuje razvojne procese različitih organizama radi određivanja ancestralnih odnosa među njima i radi otkrivanja kako su razvojni procesi evoluirali. Osvrnuta je na porijeklo i evoluciju embrionalnog razvoja; kako modifikacije razvoja i razvojnih procesa vode k proizvodnji novih obilježja kao što je evolucija perja; ulogu razvojne plastičnosti u evoluciji; kako ekologija utječe na razvoj i evolucijsku promjenu; te na razvojnu osnovu homoplazije i homologije.
Iako se zanimanje za odnos ontogeneze i filogeneze pruža unatrag do devetnaestog stoljeća, suvremeno polje evolucije razvoja dobilo je poticaj nakon otkrića gena koji reguliraju embrionalni razvoj u modelnim organizmima. Opće hipoteze odolijevaju ispitivanju jer se organizmi znatno razlikuju u obliku i veličini.
Usprkos tomu, sada se čini da upravo onako kao što evolucija teži stvoriti nove gene od dijelova starih gena (molekularna ekonomija) tako evolucija razvoja demonstrira da evolucija izmjenjuje razvojne procese da bi stvorila nove i inovativne strukture od starih genskih mreža (poput koštanih struktura čeljusti koje su devijacijom postale košćice srednjeg uha) ili će konzervirati (molekularna ekonomija) slučan program u glavnini organizama kao što su geni razvoja oka u mekušaca, kukaca i kralježnjaka.
 U početku je glavni interes bio na dokazu homologije u staničnim i molekularnim mehanizmima koji reguliraju tjelesni plan i razvoj organa. No sljedeći su pristupi uključili razvojne promjene povezane sa specijacijom.

## Više informacija
- evolucija životinja
- Baldwinov efekt
- Tjelesni plan
- stanična signalizacija
- stanična signalizacijska mreža
- razvojna biologija
- teorija razvojnih sustava
- pojačivač
- enhanceosome (proteinski kompleks)
- Evolution & Development (časopis)
- evolucija mnogostaničnosti
- evolvabilnost
- genska regulatorna mreža
- genska asimilacija
- popis genskih porodica
- ontogeneza
- ontogeneza rekapitulira filogenezu
- evolucijska povijest biljaka
- promotor (biologija)
- signalna transdukcija
- transkripcijski faktor

## Vanjske poveznice
- Scott F. Gilbert, The morphogenesis of evolutionary developmental biology  Arhivirana inačica izvorne stranice od 24. prosinca 2009. (Wayback Machine)
- Tardigrades (water bears) as evo-devo models, a short video from NPR's Science Friday